# Rupicapnos numidica
Rupicapnos numidica är en vallmoväxtart. Rupicapnos numidica ingår i släktet Rupicapnos och familjen vallmoväxter.

## Underarter
Arten delas in i följande underarter:
- R. n. delicatula
- R. n. numidica

## Bildgalleri

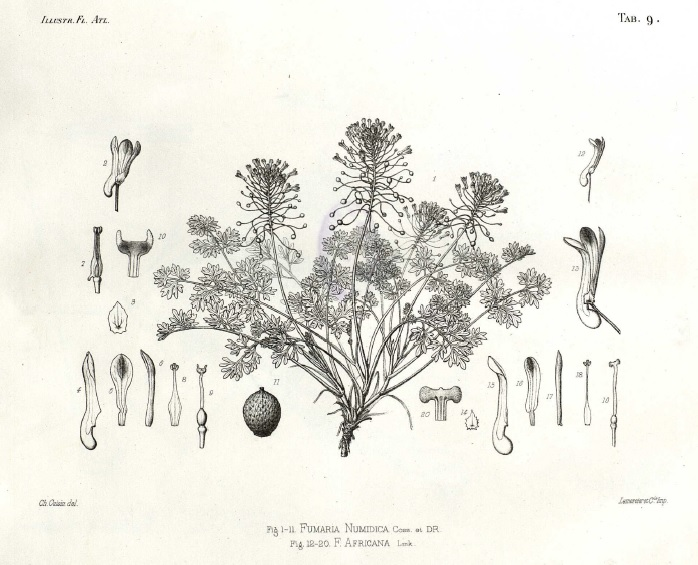